# Paratilapia bleekeri
Paratilapia bleekeri é uma espécie de peixe da família Cichlidae.
É endémica de Madagáscar.
Os seus habitats naturais são: rios.